# 珊曼莎·摩頓
珊曼莎·摩頓，MBE（英語：Samantha Morton，1977年5月13日—）是一名英國女演員。她曾演出過電影《關鍵報告》(2002年)、《控制》(2007年)、《伊莉莎白：輝煌年代》(2007年)、《異星戰場：強卡特戰記》(2010年)、《怪獸與牠們的產地》(2015年)、電視劇《名姝》(2017-2019年)《陰屍路》(2019-2020年)；近期則演出電影《鯨》、《她有話要說》(2022年)。

## 外部連結
- 珊曼莎·摩頓在互联网电影资料库（IMDb）上的資料（英文）